# Autorství
Oblast autorství se zabývá zjišťováním a verifikací identity autora dokumentu. Uplatnění má v literární teorii (zjišťování autorství neznámých děl a hledání podvržených autorství), v kriminálním vyšetřování (anonymní e-maily) a v legislativě (dokazování pravosti listin). V ČR se zkoumáním autorství zabývá Laboratoř zpracování přirozeného jazyka na Fakultě informatiky Masarykovy univerzity.
Mezi hlavní úkoly autorství patří:
- Přiřazení autorství na základě referenční množiny dokumentů: Máme dokument s neznámým autorem a skupinu dokumentů se známým autorstvím. Chceme říci, zda byl dokument napsán jedním z těchto autorů a pokud ano, kterým.
- Verifikace autorství: Máme dva dokumenty. Chceme zjistit, zda byly napsány stejným autorem. Tento přístup má velké uplatnění při ověřování pravosti dokumentů (závěť, výpověď) a potvrzování teorií (e-maily, literární díla).
- Rozdělování a shlukování textu podle autorství: Zjišťujeme, zda byl text napsaný jedním autorem. Pokud se na textu podílelo více autorů, text rozdělíme do částí podle autorství.
- Plagiátorství lze do kategorie určování autorství také zařadit, avšak k řešení této problematiky postačují jednodušší a obecně úspěšnější techniky než na problém identifikace autorství.

## Historie
Počátek většího zájmu o určování autorství sahá do konce 18. století. Za prvními snahami o vytvoření postupů verifikace autorství stojí zpochybnění autorství některých Shakespearových her (Spor o Shakespearovo autorství). Tomuto tématu se postupně věnovala řada jazykovědců a postupem času se zpochybnilo autorství mnoha dalších děl. Časté je zkoumání, které části Bible byly napsány stejným autorem.
Zprvu se veškerá analýza dělala ručním počítáním různých statistik, což omezevalo rychlost ověřování většiny teorií a samotná efektivita byla velmi nízká, protože se pracovalo s malým množstvím dokumentů. To vedlo k tomu, že většina pozornosti patřila významným literárním dílům. Nové teorie se aplikovaly většinou na ty samé knihy, aby bylo možné provést srovnání s ostatními výsledky.
V druhé polovině 20. století získalo určování autorství dostatek pozornosti veřejnosti, aby bylo připuštěno jako důkaz u soudu. Nejznámější z této doby je nejspíše práce Word Detective Proves the Bard wasn't Bacon, kterou napsal Reverend Andrew Q. Morton. Na jejím základě byl Morton pozván jako znalec obhajoby k několika soudním přelíčením, kde vyvrátil aplikací svých kvantitativních metod určování autorství svědectví proti obžalovanému. Toto období lze označit jako počátek forenzní lingvistiky.